# NGC 1358

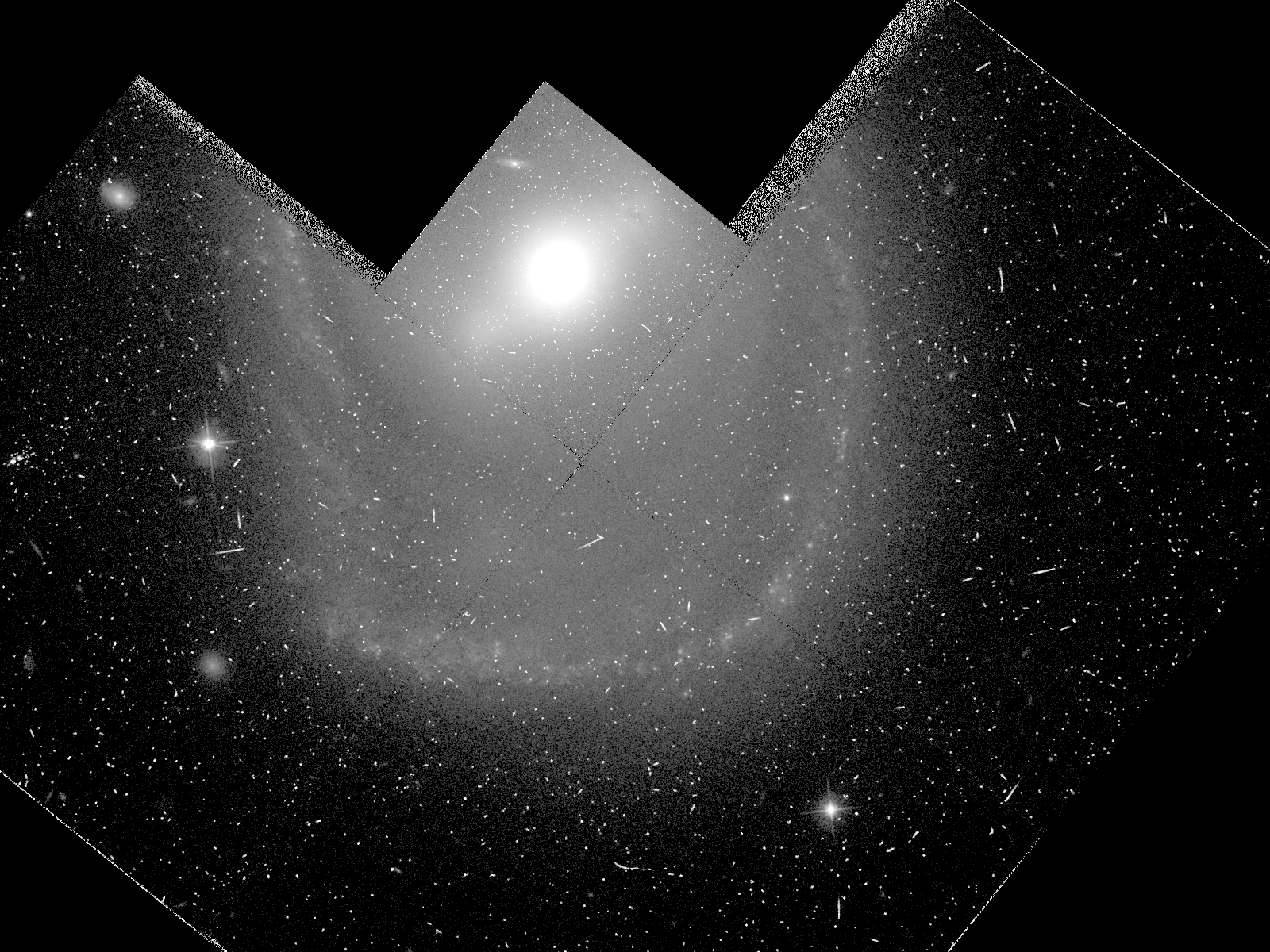
NGC 1358 à partir des données du télescope spatial Hubble.

NGC 1358 est une galaxie spirale barrée (lenticulaire ?) située dans la constellation de l'Éridan. NGC 1358 a été découverte par l'astronome germano-britannique William Herschel en 1785.

## Caractéristiques
Sa vitesse par rapport au fond diffus cosmologique est de 3 879 ± 14 km/s, ce qui correspond à une distance de Hubble de 57,2 ± 4,0 Mpc (∼187 millions d'al).
La classe de luminosité de NGC 1358 est I et elle présente une large raie HI. De plus, c'est une galaxie active de type Seyfert 2.

### Morphologie
NGC 1358 a été utilisée par Gérard de Vaucouleurs comme une galaxie de type morphologique (R')SB(s)a dans son atlas des galaxies,.

### Luminosité dans l'infrarouge
Dans la  bande K infrarouge, NGC 1358 présente une barre centrale de 25 secondes d'arc dont l'ellipticité maximale est de 0,39. L'angle de position de celle-ci est de 129°.

## Trou noir supermassif
Selon les auteurs d'un article publié en 2002, la masse du trou noir central de NGC 1358 est de 7,59 x 107{\displaystyle M_{\odot }} (107,88{\displaystyle M_{\odot }}).  
Selon un article publié en 2006 et basé sur les mesures de luminosité de la bande K de l'infrarouge proche du bulbe de NGC 3227, on obtient une valeur de 108,0 {\displaystyle M_{\odot }} (100 millions de masses solaires) pour le trou noir supermassif qui s'y trouve.
Une autre étude réalisée en 2007 auprès de 90 galaxies de type Seyfert 2 utilisant la dispersion des vitesses a permis d'estimer la masse des trous noirs supermassifs centraux de celles-ci. Pour NGC 1358, la masse du trou noir est égale à 76 × 106 {\displaystyle M_{\odot }} (107,88).
Selon une autre étude publiée en 2009 et basée sur la vitesse interne de la galaxie mesurée par le télescope spatial Hubble, la masse du trou noir supermassif au centre de NGC 1358 serait comprise entre 120 et 530 millions de {\displaystyle M_{\odot }}.
Selon un autre article publié en 2012,  plusieurs études de la dispersion des vitesses dans la région centrale ont permis d'estimer sa masse à 9,77 × 107 {\displaystyle M_{\odot }} (107,99).
Selon les auteurs d'un article publié en 2012, la connaissance de la masse d'un trou noir central et du taux d'accrétion par celui-ci permet d'estimer le taux de formation d'étoiles dans la région centrale des galaxies de type Seyfert. Ce taux pour NGC 1358 serait à l'intérieur et à l'extérieur d'un rayon de 1 kpc respectivement de 0,082 {\displaystyle M_{\odot }}/an  et de 0,12 {\displaystyle M_{\odot }}/an
.

## Groupe de NGC 1417
NGC 1358 fait partie du groupe de NGC 1417 qui compte au moins 14 galaxies, dont NGC 1376, NGC 1417, NGC 1418, NGC 1441, NGC 1449, NGC 1451 et NGC 1453.